# Kirsan Iliumjínov
Kirsan Iliumjínov (en rus: Кирса́н Никола́евич Илюмжи́нов) (nascut el 5 d'abril de 1962) és un multimilionari budista calmuc, que ostenta el càrrec de president de la república de Calmúquia des de 1992. També fou president de la FIDE des del 1995 fins al 2018. S'ha dedicat molt a la promoció dels escacs, i ha pres notorietat a nivell mundial en afirmar que ha estat abduït per aliens. A més de la seva llengua nadiua, el calmuc, parla fluidament rus, anglès, japonès, xinès, mongol i coreà.

## Biografia
De jovenet fou jugador d'escacs i boxador. Fou sergent de l'Exèrcit Roig i més tard treballà a l'Institut de Relacions Internacionals a Moscou, des d'on es va dedicar a negocis de compravenda amb el Japó i es va fer milionari.
A les primeres eleccions presidencials calmuques de 20 d'octubre de 1992 va vèncer amb el 65% dels vots. Pretenia de fer del país «un segon Kuwait», de manera que el 28 d'abril de 1993 va dissoldre el soviet, renuncià a les subvencions russes, reduí els impostos i oferí asil polític al Dalai Lama, que considera líder espiritual de tots els budistes.
La seva afició als escacs, combinada amb el seu interès a invertir-hi recursos econòmics, li valgué el nomenament com a president de la Federació Internacional d'Escacs (FIDE) el 1995, en substitució de Florencio Campomanes. Fou el promotor de Chess City, la ciutat dels escacs construïda a Elista, la capital de la república dels calmucs. Chess City ha acollit tres torneigs de la FIDE d'àmbit mundial: Les XXXIII Olimpíades d'escacs el 1998, el Campionat del món d'escacs femení el 2004 i el Campionat del món d'escacs el 2006.
Com a president Calmúquia, va regalar mil dòlars en accions a cada ciutadà de la República, i com a empresari, va comprar l'Uralan, equip de futbol de la primera divisió russa, i va intentar fitxar Diego Maradona i Youri Djorkaeff, d'origen armeni i calmuc. Ha promogut la construcció d'un temple multiconfessional, i de temples de diverses religions: budistes, ortodoxs, sinagogues jueves, mesquites musulmanes i una catedral catòlica, després de parlar amb en Joan Pau II el 1993.
El 8 d'octubre de 1998 dos ajudants seus van assassinar, a Elistà, Larisa Yudina, una periodista del Sovietskaya Kalmykia Sevodnya, membre del partit Yabloko i que l'havia acusat de corrupció. Tanmateix, no es va demostrar la implicació del mateix president.
El 2002 fou reescollit president de Calmúquia. El 2006 fou reelegit, les crítiques que en contra de Garri Kaspàrov, president la FIDE, tenia Bessel Kok com a competidor. A la darreria de 2006, Kok va fundar amb Kirsan Iliumjínov l'empresa Global Chess BV, que té per objecte la promoció dels escacs, i d'altres aspectes relacionats amb qüestions organitzatives de l'àmbit escaquístic: relacions públiques, recerca de patrocinadors per als esdeveniments d'escacs, i desenvolupament de mercats per als escacs a tot el món.
El 29 de setembre de 2010 fou reelegit novament president de la FIDE en derrotar el seu rival, Anatoli Kàrpov per 95 vots a 55. Hi va haver nombroses acusacions d'irregularitats en el sistema de votació; C.J. de Mooi, el president de la Federació Anglesa, va dir: «Això és una farsa de votació… No hi havia ni tan sols una pretensió de justícia i llibertat d'expressió»"
El 2014 fou reelegit novament, derrotant aquest cop Garri Kaspàrov per 49 vots (110 vots pel president en el càrrec i 61 per Kaspàrov). Abans del congrés, Kaspàrov s'havia queixat d'irregularitats comeses per la FIDE a la llista publicada de delegats, i almenys un membre de la Comissió Electoral de la FIDE (ELE) hi havia estat d'acord.
El 2018 va deixar el càrrec, després de vint-i-tres anys. L'octubre de 2018, fou triat el seu successor, Arkadi Dvorkóvitx.